# Сергій (Горобцов)
Се́ргій (в миру Горобцо́в Сергі́й В’ячесла́вович; 27 липня 1972, Єнакієве Донецька область) — архієрей Православної церкви України (до 15 грудня 2018 року — Української православної церкви Київського патріархату), митрополит Донецький і Маріупольський.

## Життєпис
Сергій В'ячеславович Горобцов народився 27 липня 1972 року в м. Єнакієве Донецької області, в родині військовослужбовця.
З дитячих років відвідував храм Божий, співав та читав на кліросі, виконував послух паламаря в храмі св. праведного Іоана Кронштатського в м. Донецьк. Ніс іподияконський послух у Св. Миколаївському кафедральному соборі Донецька.
1989 р. закінчив середню школу в Донецьку. З 1989 р. по 1991 р. навчався в Донецькому медичному училищі.
19 вересня 1993 р. висвячений на диякона у Свято-Володимирському кафедральному соборі м. Києва митрополитом Київським Філаретом (Денисенком).
4 грудня 1993 р. рукоположений у сан священника.
1999 р. закінчив Київську духовну семінарію і поступив до Київської духовної академії.
В 1999 році відкрив будинок милосердя для людей похилого віку в с. Греково-Олександрівка Тельманівського району.
У вересні 2001 р. єпископом Донецьким і Маріупольським Юрієм (Юрчиком) пострижений у чернецтво і з благословення Патріарха Київського і всієї Руси-України Філарета (Денисенка) возведений в сан архимандрита.
14 грудня 2002 р. хіротонізований на єпископа Слов'янського та призначений вікарієм Донецької єпархії.
Удостоєний вищих церковних нагород: Ордену святого рівноапостольного князя Володимира Великого ІІІ ступеня (23.01.2004 р.) та Ордену Юрія Переможця (14.12.2006 р.).
Постановою Священного синоду УПЦ КП від 26 листопада 2008 р. був затверджений на посаді керуючого Донецько-Маріупольської єпархії.
21 січня 2009 року піднесений до сану архієпископа.
Був довіреною особою кандидата в президенти України Юлії Тимошенко.
У січні 2011 року у зв'язку з підготовлюваною передачею храму в селі Кам'янка Тельманівського району громаді Української православної церкви Московського патріархату заявив, що якщо влада і надалі буде глухою до його вимог, йому нічого не лишатиметься, як спалити себе.
Сайт espreso.tv у вересні 2014 року наводив такі слова священника УПЦ КП Сергія про ситуацію, що склалася на той момент: «на підконтрольній їм території терористи відбирають храми Київського патріархату, а на священиків, в прямому сенсі цього слова, оголошено полювання, як на звірів. Днями сепаратисти викрали двох священиків, били, обзивали „бандерівськими попами“, вивозили в поле та імітували розстріл. Священників змогли викупити, але Владика Донецький і Маріупольський рекомендував всім служителям виїхати з окупованих регіонів. Сам Владика теж змушений переховуватись»
15 грудня 2018 року разом із усіма іншими архієреями УПЦ КП взяв участь у Об'єднавчому соборі в храмі Святої Софії.
5 лютого 2019 року митрополит Київський і всієї України Епіфаній (Думенко) призначив владику Сергія до складу першого Священного синоду Православної церкви України. Того ж дня рішенням цього Синоду затверджений головою Управління соціального служіння і благодійності.
3 лютого 2021 року піднесений до сану митрополита.
Після повномасштабного російського вторгнення евакуювався до Дніпра, де очолює гуманітарний хаб Доброго ранку, ми з Маріуполя!